# Ain't 2 Proud 2 Beg
«Ain't 2 Proud 2 Beg» es la canción debut del grupo de R&B TLC, de su álbum debut Ooooooohhh... On the TLC Tip. Fue lanzada por LaFace Records el 22 de noviembre de 1991. "Ain't 2 Proud 2 Beg" alcanzó la posición seis en Billboard Hot 100 y la número dos en Billboard Hot R&B/Hip-Hop Singles & Tracks. La canción también llegó a la posición 20 en UK Singles Chart. La canción describe al grupo explicando que no les importa rogar por atención de sus semejantes. Los compositores, Dallas Austin y Lisa "Left Eye" Lopes recibieron una nominación para un Grammy por Mejor canción R&B en 1993. La canción apareció en Dance Central 3.

## Video musical
El video, filmado y producido a fines de 1991, muestra a las chicas TLC con condones, ropa holgada y a Lisa con un gran sombrero y gafas de sol. El video muestra a las chicas cantando, bailando y rapeando y ocasionalmente colocan los apodos de las chicas en la parte inferior de la pantalla. Algunas tomas muestran al grupo afuera con personas de fondo y luego frente a un fondo blanco. En una entrevista de BET, T-Boz y Chilli dijeron que estaban tratando de acaparar las cámaras en este video porque era el primero. Dijeron que Lisa era natural porque era su "gran oportunidad" y lo que había "estado esperando". T-Boz también dijo con diversión que puedes verla jugando con sus quemaduras laterales al principio, y Chilli dijo que era el video que menos le gustaba. El final del video muestra a las chicas en el personaje de hillbillies. Se utiliza la edición de radio de la canción en lugar de la versión del álbum. Su manager en ese momento, Pebbles, también aparece al final del video.

## Lista
US CD

(73008-24009-2; Released: 2001; Reissue)
1. "Ain't 2 Proud 2 Beg" (Album Version) - 5:39
2. "Ain't 2 Proud 2 Beg" (Smoothed Down Radio Remix) - 4:37
3. "Ain't 2 Proud 2 Beg" (Smoothed Down Extended Remix) - 5:53
4. "Ain't 2 Proud 2 Beg" (Dallas' Dirt Mix) - 5:56
5. "Ain't 2 Proud 2 Beg" (Left Eye's "3 Minutes And Counting") - 5:47
6. "Ain't 2 Proud 2 Beg" (Rap Version) - 4:52

US CD Promo

(LFPCD-4008; Released: 1991)
1. "Ain't 2 Proud 2 Beg" (Single Version) - 4:10
2. "Ain't 2 Proud 2 Beg" (Album Version) - 5:36
3. "Ain't 2 Proud 2 Beg" (Instrumental) - 5:36

US CD Promo

(LFPCD-4009; Released: 1991)
1. "Ain't 2 Proud 2 Beg" (Album Version) - 5:39
2. "Ain't 2 Proud 2 Beg" (Smoothed Down Radio Remix) - 4:37
3. "Ain't 2 Proud 2 Beg" (Smoothed Down Extended Remix) - 5:53
4. "Ain't 2 Proud 2 Beg" (Left Eye's "3 Minutes And Counting") - 5:47
5. "Ain't 2 Proud 2 Beg" (Rap Version) - 4:52

US 12" Vinyl

(73008-24009-1; Released: 1991)
Side A
1. "Ain't 2 Proud 2 Beg" (Smoothed Down Extended Remix) - 5:52
2. "Ain't 2 Proud 2 Beg" (Album Version) - 5:38

Side B
1. "Ain't 2 Proud 2 Beg" (Dallas' Dirt Mix) - 5:52
2. "Ain't 2 Proud 2 Beg" (Left Eye's "3 Minutes And Counting") - 5:41
3. "Ain't 2 Proud 2 Beg" (Rap Version) - 4:51
4. "Ain't 2 Proud 2 Beg" (Instrumental) - 5:37

UK CD

(665 265; Released: 1991)
1. "Ain't 2 Proud 2 Beg" (U.S. 7" Edit) - 4:10
2. "Ain't 2 Proud 2 Beg" (Skratch 7" Edit) - 4:20
3. "Ain't 2 Proud 2 Beg" (Ben Liebrand 12" Club Mix) - 6:20
4. "Ain't 2 Proud 2 Beg" (Smoothed Down Extended Remix) - 5:55

UK CD

(665 265; Released: 1991)
1. "Ain't 2 Proud 2 Beg" (U.S. 7" Edit)
2. "Ain't 2 Proud 2 Beg" (Skratch Mix 7" Edit)
3. "Ain't 2 Proud 2 Beg" (Smoothed Down Extended Mix)
4. "Ain't 2 Proud 2 Beg" (Ben Liebrand 12" Club Mix)
5. "Ain't 2 Proud 2 Beg" (Left Eye's "3 Minutes And Counting")

UK 12" Vinyl

(615 265; Released: 1991)
Side A
1. "Ain't 2 Proud 2 Beg" (Smoothed Down Extended Remix)
2. "Ain't 2 Proud 2 Beg" (Left Eye's "3 Minutes And Counting")
3. "Ain't 2 Proud 2 Beg" (Rap Version)

Side B
1. "Ain't 2 Proud 2 Beg" (Ben Liebrand 12" Club Mix)
2. "Ain't 2 Proud 2 Beg" (Ben Liebrand 12" Dub Mix)

UK 12" Vinyl Promo

(TLC 1; Released: 1991)
Side A
1. "Ain't 2 Proud 2 Beg" (Smoothed Down Extended Remix)
2. "Ain't 2 Proud 2 Beg" (Left Eye's "3 Minutes And Counting")
3. "Ain't 2 Proud 2 Beg" (Rap Version)

Side B
1. "Ain't 2 Proud 2 Beg" (Ben Liebrand 12" Club Mix)
2. "Ain't 2 Proud 2 Beg" (Ben Liebrand 12" Dub Mix)

DEU 7" Vinyl
(115 265; Released: 1991)
Side A
1. "Ain't 2 Proud 2 Beg" (U.S. 7" Edit) - 4:10

Side B
1. "Ain't 2 Proud 2 Beg" (Skratch 7" Edit) - 4:20

DEU 12" Vinyl
(615 265; Released: 1991)
Side A
1. "Ain't 2 Proud 2 Beg" (Ben Liebrand 12" Club Mix) - 6:20
2. "Ain't 2 Proud 2 Beg" (Ben Liebrand 12" Dub MIx) - 5:44

Side B
1. "Ain't 2 Proud 2 Beg" (Smoothed Down Extended Remix) - 5:55

## Créditos sampleados
La canción usa siete extractos. El más notable es "School Boy Crush" por Average White Band. Este mismo extracto fue usado por Floetry para su canción "Wanna B Where U R", "Microphone Fiend" por Eric B. & Rakim e Immature, "Watch Me Do My Thing". Immature, Eric B. & Rakim y Floetry también aceleraron el extracto. La canción también copia "Jungle Boogie" de Kool & the Gang, "Escapism" de James Brown, "Fly, Robin, Fly" de Silver Convention, "Get Me Back on Time, Engine Number 9, Pt. 1" de Wilson Pickett, "Take Me to the Mardi Gras" de Bob James y "I Want to Take You Higher" de Sly and the Family Stone.

## Charts

### Weekly charts
| Chart (1992–93)                        | Peak position |
| -------------------------------------- | ------------- |
| Australia (ARIA)                       | 28            |
| Canadá (RPM Dance/Urban)               | 3             |
| Países Bajos (Dutch Top 40)            | 25            |
| Países Bajos (Mega Single Top 100)     | 24            |
| Nueva Zelanda (Recorded Music NZ)      | 35            |
| Reino Unido (Official Charts Company)  | 13            |
| UK Music Week Dance Singles            | 5             |
| Estados Unidos (Billboard Hot 100)     | 6             |
| Estados Unidos (Hot R&B/Hip-Hop Songs) | 2             |

### Listas de fin de año
| Listas (1992)                        | Posición |
| ------------------------------------ | -------- |
| US Billboard Hot 100                 | 36       |
| US Hot R&B/Hip-Hop Songs (Billboard) | 26       |